# Mustapha Sellami
 (mars 2020).
Mustapha Sellami (arabe : مصطفى السلامي) est un footballeur international algérien né le 15 novembre 1950 à Blida. Il évoluait au poste d'avant centre.

## Biographie
Mustapha Sellami reçoit une seule et unique sélection en équipe d'Algérie, le 12 mars 1972, sous la direction de Rachid Mekhloufi.
En club, il évolue pendant 13 saisons avec l'équipe de l'USM Blida.

## Palmarès
- Champion d'Algérie de D2 en 1972 (Groupe centre) avec l'USM Blida